# Старий Жмігруд
Старий Жмігруд (пол. Stary Żmigród) — село в Польщі, у гміні Новий Змигород Ясельського повіту Підкарпатського воєводства.
Населення — 432 особи (2011).
У 1975-1998 роках село належало до Кросненського воєводства.

## Демографія
Демографічна структура станом на 31 березня 2011 року:
|          | Загалом | Допрацездатний вік | Працездатний вік | Постпрацездатний вік |
| -------- | ------- | ------------------ | ---------------- | -------------------- |
| Чоловіки | 222     | 33                 | 160              | 29                   |
| Жінки    | 210     | 32                 | 121              | 57                   |
| Разом    | 432     | 65                 | 281              | 86                   |